# Danemordet
Danemordet begicks på Sankt Brictius dag, 13 november 1002 efter att Englands kung Ethelred II försökte att köpa sig fri från de danska angreppen mot kontant betalning, så kallad danagäld.
I sin förtvivlade situation fattade Ethelred det okloka beslutet att låta mörda ett stort antal danskar i England, däribland danske kungen Sven Tveskäggs syster Gunhild Haraldsdatter och hennes make Pallig Tokesen. Denna begivenhet blev känt under namnet danemordet. Händelsen nedtecknades av munken John av Wallingford. Detta hämnade Sven Tveskägg och hans vikingahär blodigt. Efter långa stridigheter var Sven Tveskägg herre över hela England.